# Dschaqmaq

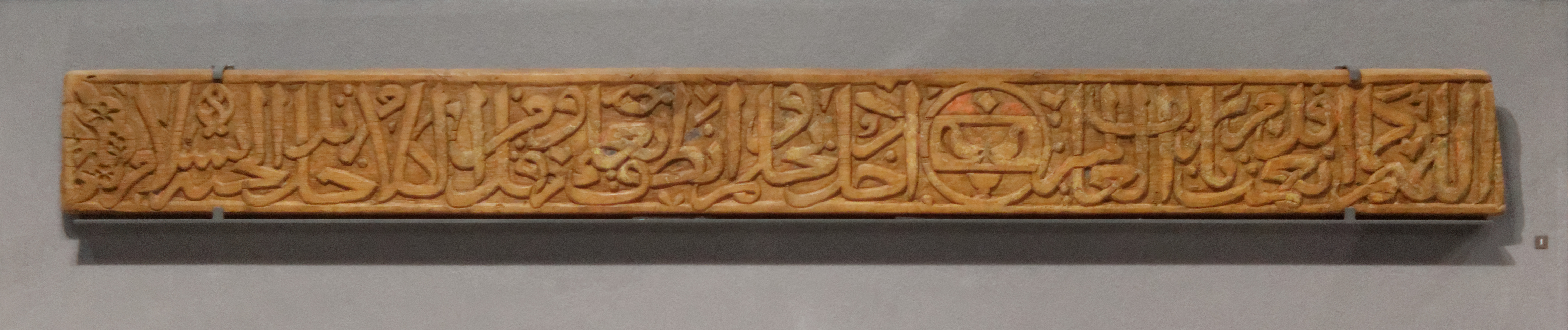
Inschrift mit dem Namen Dschakmaks im Louvre

Az-Zahir Saif ad-Din Dschaqmaq (arabisch الظاهر سيف الدين جقمق, DMG aẓ-Ẓāhir Saif ad-Dīn Ǧaqmaq, auch Dschakmak; * 1373; † 13. Februar 1453) war Sultan (reg. 1438–1453) der Mamluken in Ägypten.

## Leben
Saif ad-Din Dschaqmaq wurde unter Sultan Barquq Mameluk und begann unter al-Mu'aiyad Schaich (reg. 1412–1421) seinen Aufstieg. Unter Barsbay hatte er ein Ministeramt inne und übernahm 1438 nach der Regentschaft für dessen Sohn al-Aziz Yusuf die Herrschaft im Mamlukenreich.
Dschaqmaq war einer der gebildetsten Sultane der Mamluken. Er beherrschte neben seiner Muttersprache Türkisch auch Arabisch (was bei den Mamluken nicht selbstverständlich war) und hatte Theologie studiert. Unter seiner Regierung wurden Kultur und Wissenschaft erheblich gefördert. Er bekämpfte verstärkt die Piraterie der Johanniter von Rhodos und versuchte 1440 und 1444 vergeblich, die Insel zu erobern.
Nachfolger wurde sein Sohn al-Mansur Uthman, der aber schon nach sechs Wochen von al-Aschraf Sayf ad-Din Inal (reg. 1453–1461) abgelöst wurde.